# Asdrúbal Meléndez
Asdrúbal José de los Santos Meléndez Lugo Pineda Valladares (Ojo de Agua, Falcón, Venezuela, 1 de noviembre de 1935 - Catia, Caracas, Venezuela, 16 de julio de 2025) fue un actor de teatro, cine y televisión, artista plástico y escritor venezolano, reconocido por su destacada trayectoria en las artes escénicas del país.
Su trabajo le valió el Premio Nacional de Cine, el máximo galardón del ámbito cinematográfico venezolano.A lo largo de su carrera, trabajó con directores fundamentales del cine latinoamericano, como Román Chalbaud, Patricio Guzmán, Fina Torres o Fernando Birri. Su versatilidad interpretativa le permitió abordar una amplia gama de personajes, consolidándose como una de las figuras representativas de la Época de Oro del cine en Venezuela. 

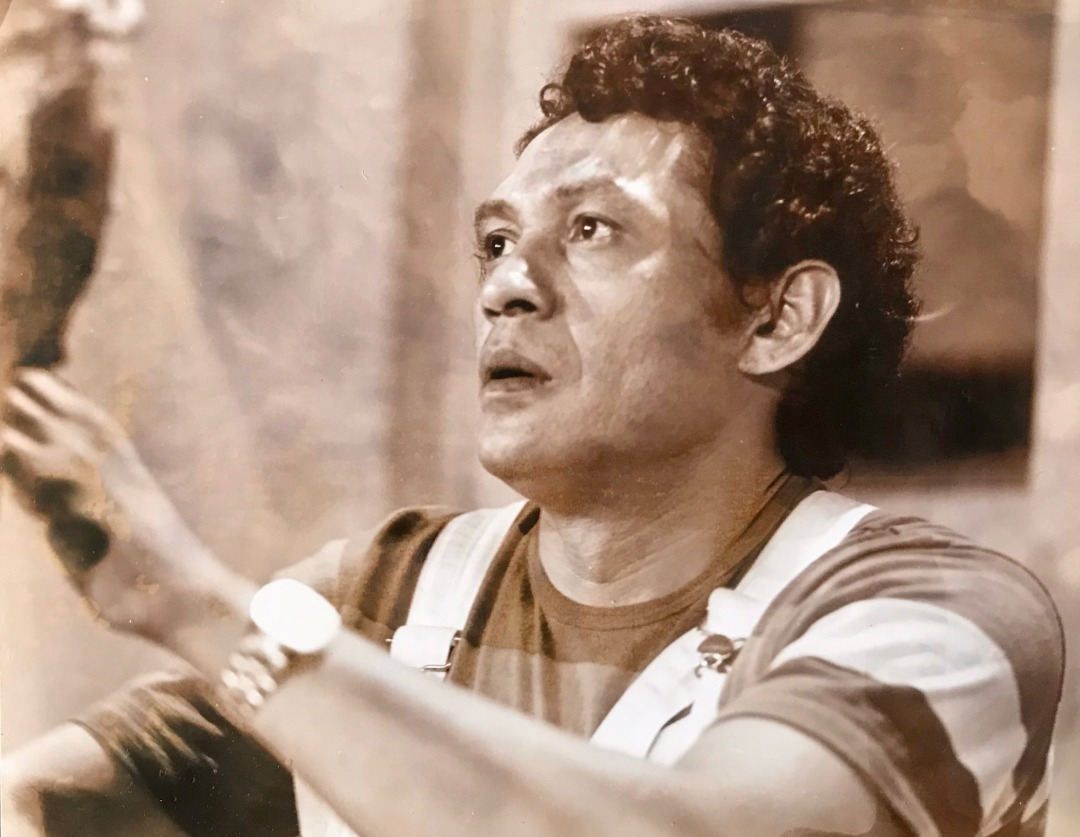
Asdrúbal Meléndez en sepia

Le fue otorgada postmortem la Orden Libertadores y Libertadoras de Venezuela, entregada por Ernesto Villegas, ministro de Cultura de Venezuela en homenaje póstumo en la Cinemateca Nacional de Caracas. 

## Biografía

### Primeros años
Asdrúbal Meléndez Lugo nació en Ojo de Agua, estado Falcón, Venezuela. Estudió en la Escuela Juan de Villegas de Barquisimeto, estudió artes también en la misma ciudad, se graduó como profesor en la Universidad Pedagógica Experimental Libertador, y luego de artes en Praga, República Checa. Fue maestro de escuela y calígrafo. Desde joven incursionó en diversas disciplinas artísticas, destacándose como actor de teatro. Además, mostró interés en la poesía, la escultura y la pintura.

### Carrera
Asdrúbal Meléndez inició su carrera como actor en el teatro durante la década de 1960, participando en diversas producciones del Teatro Univesitario, dirigido en aquel entonces por Nicolás Curiel. Allí conoció a José Ignacio Cabrujas, Teodoro Petkoff, Gustavo Rodríguez, César Rengifo, Gustavo Machado, Eva Mondolfi, entre otros, actuando en el Teatro Nacional, el Aula Magna de la Universidad Central de Venezuela. 
Con el tiempo, su talento lo llevó a incursionar en el cine, actuando en películas documentales para Jesús Enrique Guédez y Alfredo J. Anzola. Su carrera cinematográfica abarca más de 60 largometrajes, obteniendo su primer rol protagónico, junto con Juliet Berto en El cine soy yo (1977) de Luis Armando Roche. A partir de allí, participó en varias películas icónicas del cine latinoamericano como La empresa perdona un momento de locura  de Mauricio Walerstein, Carmen, la que contaba 16 años, de Román Chalbaud, La rosa de los vientos de Patricio Guzmán, Un señor muy viejo con unas alas enormes de Fernando Birri, Oriana de Fina Torres, o Río Negro de Atahualpa Lichy.También se desempeñó como director de arte y de escenografía en diversas producciones teatrales y cinematográficas venezolanas. Como poeta, publicó obras en revistas y diarios. En 1992, recibió el Premio Nacional de Cine, en reconocimiento a su destacada trayectoria artística. 

## Premios y reconocimientos
- 1992: Premio Nacional de Cine

## Filmografía destacada
- 1966: La ciudad que nos ve de Jesús Enrique Guédez
- 1974: Crónica de un subversivo latinoamericano de Mauricio Walerstein
- 1975: El circo mágico de Jesús Enrique Guédez
- 1975: Sagrado y obsceno de Román Chalbaud
- 1975: La bomba de Julio César Mármol
- 1976: Fiebre de Juan Santana, Alfredo J. Anzola y Fernando Toro
- 1977: Se llamaba SN de Luis Correa
- 1977: El cine soy yo de Luis Armando Roche
- 1978: La empresa perdona un momento de locura  de Mauricio Walerstein
- 1978: Carmen, la que contaba 16 años de Román Chalbaud
- 1979: Manuel de Alfredo J. Anzola
- 1979: El crimen del penalista de Clemente de la Cerda
- 1979: País portátil de Iván Feo y Antonio Llerandi
- 1980: Manoa de Solveig Hoogesteijn
- 1982: La boda de Thaelman Urgelles
- 1983: La rosa de los vientos de Patricio Guzmán
- 1984: El iluminado de Jesús Enrique Guédez
- 1984: Cóctel de camarones en el día de la secretaria de Alfredo J. Anzola
- 1985: Oriana de Fina Torres
- 1985: ¡Diles que no me maten! de Freddy Siso
- 1986: La matanza de Santa Bárbara de Luis Correa
- 1988: Un señor muy viejo con unas alas enormes de Fernando Birri
- 1992: Río Negro de Atahualpa Lichy
- 1996: Tokyo-Paraguaipoa de Leonardo Henríquez
- 1998: Amaneció de golpe de Carlos Azpúrua
- 2005: El Caracazo de Román Chalbaud
- 2007: La clase de José Antonio Varela
- 2010: Zamora, tierra y hombres libres de Román Chalbaud
- 2011: Una mirada al mar de Andrea Ríos
- 2011: El Silbón de David Cabrera
- 2013: Yotama se va volando de Luis Armando Roche
- 2017: Cabrujas en el país del disimulo de Antonio Llerandi
- 2020: Lunes o martes, nunca domingo de Maruvi Leonett Villaquiran
- 2022: Hijos de la tierra de Jacobo Penzo